# (9500) Camelot
(9500) Camelot (1281 T-2) – planetoida z pasa głównego asteroid okrążająca Słońce w ciągu 4,18 lat w średniej odległości 2,59 j.a. Odkryta 29 września 1973 roku.